# Exothermisch lassen
Exothermisch lassen, ook wel thermietlassen of aluminothermisch lassen genoemd, is een lasproces dat rond 1895 is ontwikkeld door Hans Goldschmidt. Het werd aanvankelijk alleen voor het lassen van ijzer gebruikt, maar in 1938 werden ook toepassingen voor andere metalen ontwikkeld, door Dr Charles Cadwell.

## Kenmerken
Bij dit lasproces wordt gebruikgemaakt van een zeer snel verlopende chemische reactie (de thermietreactie) waarbij veel warmte vrijkomt. Daarbij is het niet nodig om van buitenaf warmte toe te voegen. Kenmerkend voor dit lasproces is dat het zich niet meer laat sturen als het eenmaal op gang gebracht is: het gaat door tot alle beschikbare materiaal is omgezet.

## Proces
Op de plaats waar de las moet komen wordt een mengsel van de te reageren stoffen, gemengd als fijn poeder, aangebracht. Dit mengsel wordt thermiet genoemd. Als het niet mogelijk is de stoffen lang genoeg op de plaats te houden tussen de te lassen delen, wordt een mal of een kroes gebruikt. Bij deze reactie gebruikt men een oxide van een metaal en een metaal dat minder edel is dan het eerstgenoemde.
Voorbeelden van reacties die hierbij gebruikt worden:
Fe2O3 + 2 Al → 2 Fe + Al2O3 + ∆H: 851 kJ/Mol
3 CuO + 2 Al → 3 Cu + Al2O3 + ∆H: 1203 kJ/mol
3 TiO2 + 4 Al → 3 Ti + 2 Al2O3 + ∆H
De ontbrandingstemperatuur van deze reactie ligt vaak erg hoog, waardoor de reactie ontstoken moet worden door een zeer hete vlam of bv. door een eenvoudig brandende stof zoals magnesiumpoeder toe te voegen. Als de reactie echter eenmaal op gang gekomen is, komt daarbij zoveel energie vrij dat deze zichzelf in gang houdt en tegelijk het oppervlak van het te lassen materiaal smelt.
De mal die voor het lassen wordt gebruikt om het materiaal op de plaats te houden, wordt soms weggehakt of kan soms in delen uiteengenomen worden voor hergebruik. Ook de aluminiumoxideslak, die op de las komt drijven, wordt weggehakt.

## Toepassingen
- Exothermisch lassen wordt onder andere gebruikt voor het aan elkaar lassen van spoorrails door gebruik te maken van de reductie van ijzeroxide door aluminium.
- Een andere toepassing is het verbinden van koperen draden. Daarbij wordt de warmte opgewekt doordat koper door aluminium wordt gereduceerd, waarbij zoveel energie vrijkomt dat het koper vloeibaar wordt.
- Doordat het ook mogelijk is om verschillende metalen onderling te lassen, kan met deze methode ook een koperen draad aan een stalen treinrail gelast worden.

### Thermietlassen van spoorrails

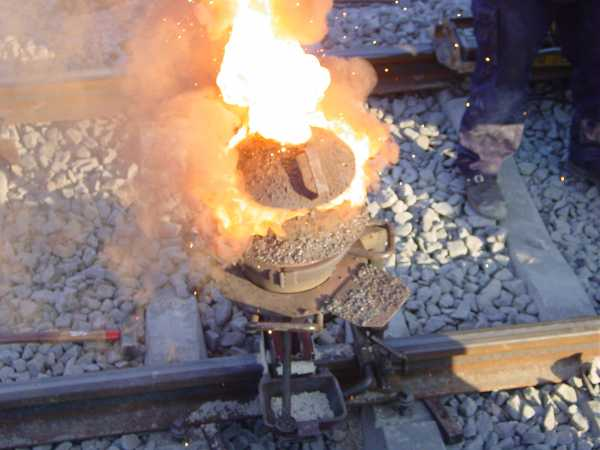

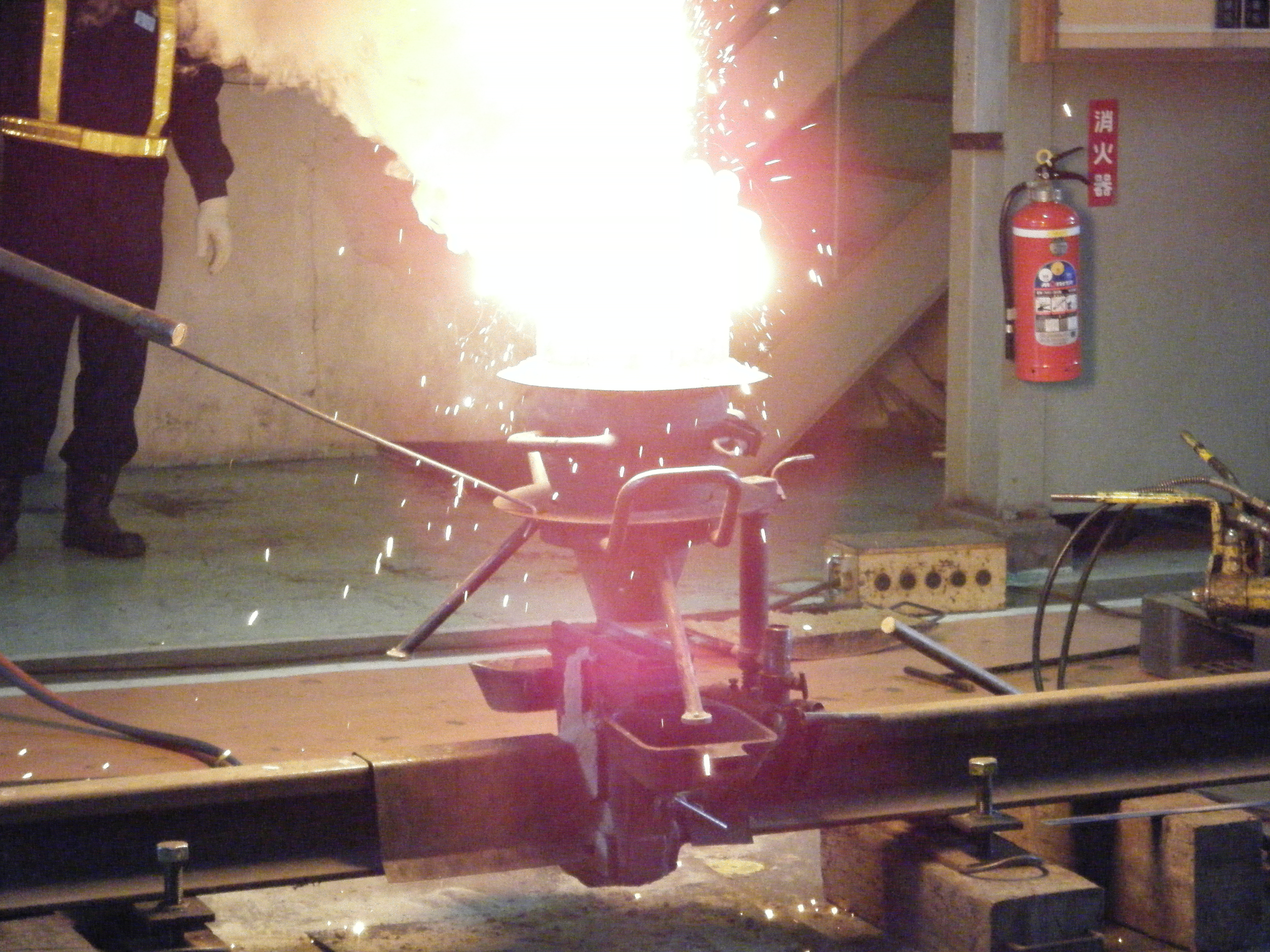
Thermietlassen

Bij het lassen van spoorrails gebruikt men een mengsel van ijzer(III)oxide en aluminiumpoeder. Er ontstaat tijdens het lassen een zeer hoge temperatuur (ruim 2500°C).
Bij het thermietlassen van voegloos spoor wordt een keramische mal om de twee aan elkaar te lassen spoorstaven bevestigd; binnen deze mal vermengt het residu van het thermiet, dat hoofdzakelijk uit vloeibaar ijzer bestaat, zich bij een hoge temperatuur met het ijzer van de spoorstaven. Om te zorgen dat er voldoende doorlassing plaatsvindt, worden de te lassen spoorstaven van tevoren met gasbranders verhit tot ze roodgloeiend zijn.
Vanwege de aard van het chemische proces ontstaat zuiver ijzer, geen staal (dat veel sterker is). Om toch de gewenste eigenschappen te bereiken, worden er in het thermietmengsel korreltjes toegevoegd van andere materialen die verrijkt zijn met koolstof en andere toevoegingen die zich tijdens het lassen met het materiaal vermengen en zo de gewenste materiaalkwaliteit geven.
Voor het verkrijgen van een goede verbinding is het van belang dat de beide spoorstaven goed zijn uitgelijnd, dat de mal goed sluit en dat de verbinding voldoende is afgekoeld voordat deze belast wordt. Doorgaans duurt het 45-60 minuten vanaf het begin van de werkzaamheden tot het grof slijpen van de lasverbinding. Pas als de las voldoende is afgekoeld mag men de fijnere slijpwerken aanvangen. Dit kan afhankelijk van de weersomstandigheden tot 2 uur duren. Na een passage van ±1000 assen wordt een meetstaat opgemaakt om te bepalen of er al dan niet moet nageslepen worden om bepaalde toleranties te hanteren.
Een thermietlas tussen twee spoorstaven wordt als volgt gemaakt:
- De spoorstaven worden uitgelijnd;
- Om de voeg wordt een keramische gietmal aangebracht;
- Daarbovenop komt een reactievat dat wordt gevuld met thermiet;
- De spoorstaven worden met behulp van gasbranders verwarmd tot ze roodgloeiend zijn (900°C);
- Het mengsel wordt ontstoken;
- De reactie duurt enkele minuten. De temperatuur loopt hierbij op tot meer dan 2500°C;
- Het vloeibaar ijzer stroomt tussen de rails in de gietmal; De slak van aluminiumoxide blijft daarop drijven en beschermt het hete ijzer tegen verbranding;
- Na afkoeling worden reactievat en gietmal verwijderd;
- De lasbraam wordt weggeslepen.

Thermietlassen wordt in Nederland vaak langs de baan gedaan, zoals tijdens nachtelijke werkzaamheden, maar ook in de bovenbouwwerkplaats te Crailoo.
Tegenwoordig worden spoorrails ook elektrisch gelast, een proces dat eenvoudiger onder controle te houden is. In Nederland worden ook veel verbindingen gelijmd, waarbij de lijmverbinding kan worden versterkt met ijzeren bruggen die met behulp van bouten en moeren aan weerszijden van de verbinding worden geschroefd.

## Voor- en nadelen

### Voordelen
- Als het lasproces eenmaal gestart is, is er geen bemoeienis meer nodig bij het lassen.
- Het is mogelijk om ongelijke metalen aan elkaar te lassen. Een voorbeeld is het lassen van koperen met gegalvaniseerde kabels.

### Nadelen
- Relatief duur
- Als de reactie eenmaal in gang gezet is, kan hij niet meer geregeld of gestopt worden: de reactie gaat door totdat alle thermiet op is. Doordat er voor de reactie geen zuurstof nodig is (de zuurstof komt uit het materiaal zelf) gaat de reactie onder water gewoon door en kan zelfs heviger worden doordat water door de hitte ontleedt en deel neemt aan de chemische reacties. Men moet daarom voorkomen dat het materiaal vochtig wordt.
- Het is nodig om vooraf precies te weten hoeveel materiaal nodig is voor een specifieke las.
- Doorgaans is nabewerking nodig.

### Voordeel òf nadeel
- Door de aard van de chemische reactie ontstaat in de las een vrij zuiver materiaal (doorgaans ijzer of koper). Dat kan een voordeel zijn, maar als men juist een materiaal wil verkrijgen dat chemisch gezien onzuiver is, bv. staal, dan zullen andere stoffen apart toegevoegd moeten worden. De energie die nodig is om deze toevoegingen te smelten, gaat ten koste van de warmteopbrengst van de exotherme chemische reactie.